# チャールズ・ウォードの奇怪な事件
『チャールズ・ウォードの奇怪な事件』（チャールズ・ウォードのきかいなじけん、原題：The Case of Charles Dexter Ward ）はハワード・フィリップス・ラヴクラフトが1928年に著わしたホラー小説。

## 概要

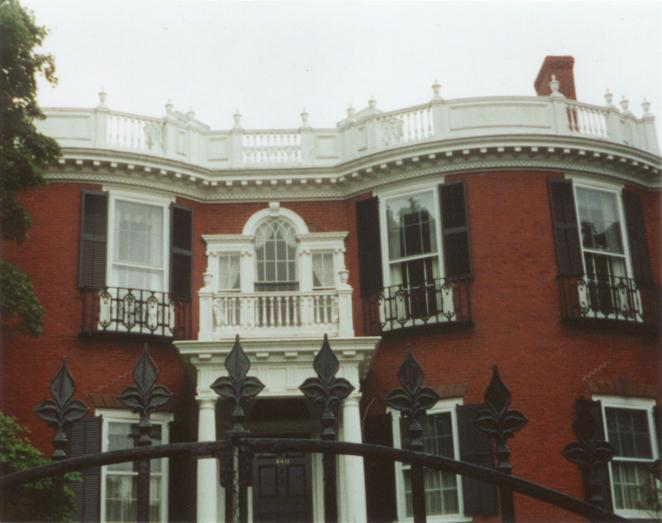
プロビデンスのハルゼー邸。本作で言及されている

起稿は1927年、完成したのは1928年。のちの『狂気の山脈にて』を越えて、ラブクラフト作品としては48,000語でもっとも長い。現在ではラヴクラフトの傑作のひとつとされているが、生前、彼の主たる寄稿先であった『ウィアード・テイルズ』誌には投稿されず、また、文通仲間たちにも見せることがなかった（彼はよく自作を原稿のまま文通仲間に回覧していた）。なぜ、まったくの未発表にしたかは、彼の作品の雑誌不採用となるときの理由である「長すぎる」ということを、ラヴクラフト自身が慮ったためとも推測されているが、真相は不明である。死後（1937年死去）の1941年にオーガスト・ダーレスとドナルド・ワンドレイにより『ウィアード・テイルズ』誌に掲載された。
「興味本位で秘密を暴いて恐ろしい結末を迎える」という、のちクトゥルフ神話と呼ばれるもととなった後期ラヴクラフトの作品の典型的な物語構成をとっている。本編で唱えられる謎の呪文の中にヨグ＝ソトースなどクトゥルフ神話の固有名詞が出てき、何か奇怪で巨大な存在がその背後に存在するような暗示はあるが、それらはのちの作品のようにはつまびらかに描かれていないため、本作をクトゥルフ神話体系の中に位置付けてよいかは、意見が分かれている。一方でコリン・ウィルソンが指摘するようにラブクラフトの後期作品は、人間精神の限界としての恐怖を大いなる存在に対照させて描く手法を取っているが、本作の段階では、ボレルスの言葉の引用に見られるように錬金術、生贄や呪文による召喚儀式等のゴシック的雰囲気がなお濃厚である。ラヴクラフトの小説は、登場人物の会話の描写がほとんどないが、本作は最後のクライマックスで珍しく描写されている。
クトゥルフ神話内においては「妖術師物語」の代表作である。
1801年、ロードアイランド州プロヴィデンス、140プロスペクト・セント・ストリートにトーマス・ロイド・ハルゼー大佐が建てたハルゼー邸は、1925年にラブクラフトの叔母が「地下室に幽霊が出る」という噂をラブクラフトに手紙で送り、この作品を作るインスピレーションなったと言われている。

## 登場人物

### 20世紀の人物
- チャールズ・デクスター・ウォード（Charles Dexter Ward） - 精神病院から失踪した患者。失踪時26歳。16歳の頃から悪名高い祖先のジョセフ・カーウィンに興味を抱き、彼の経歴を調べる。
- マリナス・ビクネル・ウィレット（Marinus Bicknell Willett） - ウォード家の主治医。チャールズを幼い頃から良く知る。
- テオドア・ウォード - チャールズの父。息子の奇怪、秘密の研究態度を心配している。
- アレン博士 - 家を出て小別荘に移ったさいのチャールズの同居人。
- サイモン・O - プラハ在住の謎の人物。エドワード・Hと同じく、かつてチャールズが滞欧していたとき親交があり今も文通している。
- エドワード・H -　トランシルヴァニア在住の謎の人物。
- 118号 - 謎の人物。

### 18世紀の人物
- ジョゼフ・カーウィン（Joseph Curwen） - チャールズ・デクスター・ウォードの母方の5代前先祖。セイレム近郊出身。プロヴィデンスには17世紀末に来て、貿易商を中心とする実業家になったが、まったく歳を取らず、墓を徘徊したり、自らの農場で奇妙な黒魔術めいたことを行ったり、数々の奇怪な行動があり、市民から恐怖の目で見られていた。
- サイモン・オーン - カーウィンの仲間。
- エドワード・ハッチンソン - カーウィンの仲間。
- エズラ・ウィードン - 航海士。恋人をカーウィンに奪われたことへの復讐のために、カーウィンの黒魔術の証拠を掴み、プロヴィデンスの重鎮にそれを告発、市民によるカーウィン襲撃、抹殺を実現させた。
- イライザ・ティリンガースト - エズラの恋人だったが、カーウィンと結婚した。

## あらすじ
1928年、アメリカニューイングランド、ロードアイランド州プロヴィデンス近郊の精神病院からチャールズ・デクスター・ウォードなる26歳の患者が失踪した。この失踪事件の真相として物語が語られる。
少年時代から好古趣味があったチャールズ・ウォードは、母方の5代前の先祖ジョゼフ・カーウィンなる人物にただならぬ興味を抱き、16歳の頃から熱心に調べていた。カーウィンは、18世紀のプロヴィデンスにおいて貿易商として成功していたが、奇怪な噂のたえない人物で、いつまでも歳をとらず、墓場を徘徊し、自らの農場に何者かを飼い、黒魔術めいた実験を行っているといわれ、ついにはその実態を、恋人をカーウィンに奪われた船員の復讐によりつきとめられ、プロヴィデンス市民に私刑にされたという。
カーウィンの住んでいた家をつきとめたチャールズは、そこに発見した自分そっくりのカーウィンの肖像画を自宅の書斎に持ち帰って据えつけ、肖像画の背後にあったカーウィンの日記を読みふけるようになり、やがてカーウィンと同じく怪しげな実験、研究に熱をいれだしはじめる。成人してもチャールズはその研究を続け、欧州への長期研究旅行を経て、さらに謎めいた呪文や悪臭を発する実験に深入りしていく。
心配したチャールズの父は、ウォード家の主治医のウィレット医師に相談するが、ある日、ウォード邸に不可思議な異変がおこったとき、父が息子の書斎に見たものは、絵の具が落ちてしまったカーウィンの肖像画であった。
チャールズは、かつてカーウィンの農場のあった村の小別荘へ移り、アレン博士なる髭の人物と暮らし始める。しかしやがてウィレット医師のもとに、チャールズから「すべてを話す。アレン博士は見つけ次第射殺せよ」との手紙がとどいたので、ウィレット医師がチャールズのもとへとおもむいてみると、チャールズは、あの手紙はちょっとした気の迷いにすぎないと別人のように変質した声で語ったので、とうとうチャールズは精神病院に入れられてしまう。
欧州からサイモン・O、およびエドワード・Hなる人物がチャールズによこす手紙をみると、彼ら3人は共謀しあって何かよからぬ者をこの世に召喚しようとしているらしかった。OとHとは、カーウィンの仲間であったサイモン・オーンと、エドワード・ハッチンソンではないのかとウィレット医師は疑う。
やがて、チャールズの小別荘に潜入し、そこにすべての秘密を見つけたウィレット医師は、チャールズの父に、近いうちにチャールズは精神病院から永遠に失踪するが、チャールズが悪をなしたわけではないのだという手紙を送ったのち、精神病院でチャールズと対峙する。それはチャールズではなく、チャールズによってこの世によみがえったジョゼフ・カーウィンなのであった。アレン博士は生き返ったカーウィンの変装であり、自らが生き返らせたカーウィンの悪に恐れをなしたチャールズが、カーウィンを再び消滅させようとしたのだが、逆に殺されてしまい、それ以来カーウィンがチャールズになりすましていたのだ。カーウィンはすべてを看破したウィレット医師のとなえる呪文により、その場に灰となる。

## 日本における出版

### 小説
チャールズ・ウォードの奇怪な事件
訳：宇野利泰
- 『怪奇幻想の文学 III 戦慄の創造』（新人物往来社、1970年）に収録
- 『ラヴクラフト傑作集02』（創元推理文庫、1976年）に収録
  - 『ラヴクラフト全集2』（上記『ラヴクラフト傑作集02』の改題）に収録　ISBN 978-4488523022

狂人狂騒曲 -チャールズ・デクスター・ウォードの怪事件-
訳：小林勇次
藤原編集室によると、この題は『世界恐怖小説全集』（東京創元社）の第6巻に予定されていた平井呈一の訳「狂人狂想曲 —チャールズ・デクスターの病症—」へのオマージュであるとのことである。
- 『定本ラヴクラフト全集04 小説篇IV』（国書刊行会、1985年）に収録

チャールズ・デクスター・ウォード事件
訳：大瀧啓裕
- 『クトゥルー10』（青心社文庫、1997年）ISBN 978-4878921292

訳：南條竹則（全6編）電子書籍も刊行
- 『チャールズ・デクスター・ウォード事件』（新潮文庫、2025年）ISBN 978-4102401446

### コミック
チャールズ・ウォードの奇怪な事件
画：原田雅史
- 『チャールズ・ウォードの奇怪な事件』 （PHP研究所 クラシックCOMIC、2012年） ISBN 978-4569802534

## メディア化

### 怪談呪いの霊魂
『怪談呪いの霊魂』（原題：The Haunted Palace）のタイトルで映画化された。"The Haunted Palace"はポーの有名な詩の題名だが、内容はポーとほとんど関係なくラブクラフトの小説を元にしている。ただし舞台がアーカム村とされたり、主人公ウォードが妻帯者で、妻も探検行に参加したりする等原作とはかなりの相違点がある（主人公の妻が活躍するというのは、極めて非ラブクラフト的である）。
- キャスト
  - ヴィンセント・プライス - 主人公
  - デブラ・バジェット - ウォードの妻
  - フランク・マクスウェル - ウィレット医師
- スタッフ
  - 監督: ロジャー・コーマン
  - 1963年公開、AIP（アメリカン・インターナショナル・ピクチャーズ）作品
- DVD
  - 『怪談呪いの霊魂』 エスピーオー OPSD-S112

### ヘルハザード・禁断の黙示録
『ヘルハザード・禁断の黙示録』（原題：The Resurrected）のタイトルで、再度映画化されている。設定は現代に置き換えられているが、『怪談呪いの霊魂』に比べると、こちらの方がより原作に忠実である。
- キャスト
  - クリス・サランドン
  - ジョン・テリー
  - ジェーン・シベット
- スタッフ
  - 監督：ダン・オバノン
  - 1991年公開、アメリカ作品（本国での劇場公開は無し、日本公開は1992年）

### 邪炎の妖神
穂高亜由夢による上記映画『怪談呪いの霊魂』のコミカライズ。角川書店発行。